# Chövsgöl (provins)
Chövsgöl (mongolisk kyrillisk skrift: Хөвсгөл) är en provins (ajmag) i norra Mongoliet. Provinshuvudort är Mörön. Den har fått sitt namn efter sjön Chövsgölsjön. Provinsen hade 137 628 invånare (2021), på en yta av 100 628,82 km².

## Administrativ indelning
Provinsen är indelad i 23 distrikt (sum): Alag-Erdene, Arbulag, Bajandzürch, Bürentogtokh, Chandmani-Öndör, Erdenebulgan, Galt, Ikh-Uul, Jargalant, Khankh, Mörön, Rashaant, Renchinlkhümbe, Shine-Ider, Tarialan, Tömörbulag, Tosontsengel, Tsagaannuur, Tsagaan-Uul, Tsagaan-Üür, Tsetserleg, Tünel och Ulaan-Uul.